# Saint-Léger-de-Balson

Saint-Léger-de-Balson este o comună în departamentul Gironde din sud-vestul Franței. În 2009 avea o populație de 317 de locuitori.

## Evoluția populației
| An        | 1975 | 1982 | 1990 | 1999 | 2006 | 2009 |
| --------- | ---- | ---- | ---- | ---- | ---- | ---- |
| Populație | 214  | 227  | 239  | 243  | 272  | 317  |